# Zbór Kościoła Zielonoświątkowego w Wieliczce
Zbór Kościoła Zielonoświątkowego w Wieliczce – zbór ewangeliczny o charakterze zielonoświątkowym, mający siedzibę w Wieliczce. Należy do Kościoła Zielonoświątkowego w RP. Spotkania odbywają się w budynku Kampusu Wielickiego przy ul. Marszałka Józefa Piłsudskiego 105.

## Historia
W 2011 w placówce Kościoła Chrześcijan Baptystów w Nowej Hucie poległej I Zborowi Kościoła Chrześcijan Baptystów w Krakowie powstała inicjatywa utworzenia kolejnej placówki w Wieliczce, co nastąpiło z uwagi na zamieszkanie w tym mieście lub jego okolicy licznych członków placówki w Nowej Hucie. Przychylne stanowisko odnośnie pomysłu przyjął pastor I Zboru w Krakowie. 
Placówka w Wieliczce została powołana w 2012. Spotkania prowadzone były w wynajętym mieszkaniu, zlokalizowanym w prywatnym budynku przy ul. Łąkowej 13, na które składał się pokój z kuchnią. Opiekunami placówki zostali Zbigniew Ciuba, Mateusz Grynda, Rafał Olech i Sławomir Rymarczyk. Oprócz nabożeństw miały tu miejsce szkółki niedzielne i spotkania grup biblijnych.
Z uwagi na powiększającą się liczbę wiernych w placówce, podjęta została decyzja o wynajmie większego lokalu. W 2016 rozpoczęto najem dwóch sal lekcyjnych w budynku Kampusu Wielickiego przy ul. Józefa Piłsudskiego 105. W 2019 część dotychczasowych członków wielickiej wspólnoty, w tym Sławomir Rymarczyk, przeszła do placówki Kościoła Chrześcijan Baptystów w Myślenicach. W latach 2020–2021 spotkania w Wieliczce odbywały się w sali kinowej Kampusu Wielickiego. Następował wówczas stały wzrost liczby wiernych. W końcu 2021 spotkania przeniesione zostały do auli Kampusu. 
Od czasu inwazji Rosji na Ukrainę w lutym 2022 wielicka wspólnota powiększyła się znacznie o przybywających tu ukraińskich uchodźców. Placówka zaangażowana była w pomoc emigrantom, prowadząc przez kilka miesięcy współpracę z Urzędem Miasta Krakowa, w ramach której zajmowała się dostarczaniem pomocy materialnej i żywnościowej na obszary objęte konfliktem, a także prowadziła obsługę magazynu stanowiącego polski punkt tranzytowy darów dla Ukrainy z Niemiec.
W 2022 w wielickiej placówce Kościoła Chrześcijan Baptystów jednomyślnie uchwalono przejście do Kościoła Zielonoświątkowego w RP. 4 października 2022 stała się ona samodzielnym zborem w strukturach Kościoła Zielonoświątkowego, którego pastorem tymczasowym został Paweł Sochacki, pastor Zboru Kościoła Zielonoświątkowego Kraków-Nowa Huta. Na miejscu pełniącym obowiązki pastora mianowano Rafała Olech, który następnie 15 października 2023 ordynowany na pastora zboru w Wieliczce.

## Działalność
Nabożeństwa prowadzone są w budynku Kampusu Wielickiego (skrzydło E) przy ul. Marszałka Józefa Piłsudskiego 105. Odbywają są także szkółki niedzielne, spotkania młodzieżowe oraz grupy domowe. 